# Gara Eremia Grigorescu
Gara Eremia Grigorescu este o stație de cale ferată care deservește comuna Garoafa, județul Vrancea, România.